# San Agustín arkæologiske park
San Agustín arkæologiske park ligger ved byen San Agustín i Huila regionen i det sydlige Colombia. I parken findes ca. 300 statuer fra San Agustín kulturen (1000 f.Kr. – 1500 e.Kr.) i den præcolumbianske periode. San Agustín kulturen er en af de mest berømte af de præcolumbianske civilisationer og folkene levede på et relativt lille område på ca. 2000 km² i den nordlige afdeling af Huila og Caquetadet regionerne. Man kender ikke særlig meget til San Agustín kulturen da den allerede var gået til ved den spanske erobring af Sydamerika.
Parken kom i 1995 på UNESCOs verdensarvsliste. 
0°N 80°V / 0°N 80°V